# Discografia di Cesare Cremonini
Questa è la discografia di Cesare Cremonini, cantautore italiano in attività dal 1999 prima con la band Lùnapop e successivamente come solista.

## Album

### Album in studio
| Anno | Titolo                                                                                               | Classifiche | Certificazioni                                   | Unità                                             |
| Anno | Titolo                                                                                               | ITA         | Certificazioni                                   | Unità                                             |
| ---- | --- | ----------- | ------------------------------------------------ | ------------------------------------------------- |
| 2002 | Bagus - Pubblicato: 15 novembre 2002 - Etichetta: Pibedeoro, Warner Music Italy                      | 9           | - ITA: - Platino (2) (pre-FIMI) - Oro (dal 2009) | - ITA: - 250 000+ (pre-FIMI) - 25 000+ (dal 2009) |
| 2005 | Maggese - Pubblicato: 10 giugno 2005 - Etichetta: Pibedeoro, Warner Music Italy                      | 7           |                                                  |                                                   |
| 2008 | Il primo bacio sulla Luna - Pubblicato: 26 settembre 2008 - Etichetta: Pibedeoro, Warner Music Italy | 6           | - ITA: - Oro (pre-FIMI) - Platino (dal 2009)     | - ITA: - 40 000+ (pre-FIMI) - 50 000+ (dal 2009)  |
| 2012 | La teoria dei colori - Pubblicato: 22 maggio 2012 - Etichetta: Trecuori, Universal                   | 2           | - ITA: Platino (2)                               | - ITA: 100 000+                                   |
| 2014 | Logico - Pubblicato: 6 maggio 2014 - Etichetta: Trecuori, Universal                                  | 1           | - ITA: Platino                                   | - ITA: 50 000+                                    |
| 2017 | Possibili scenari - Pubblicato: 24 novembre 2017 - Etichetta: Trecuori, Universal                    | 1           | - ITA: Platino (2)                               | - ITA: 100 000+                                   |
| 2022 | La ragazza del futuro - Pubblicato: 25 febbraio 2022 - Etichetta: Virgin, Universal                  | 2           | - ITA: Oro                                       | - ITA: 25 000+                                    |
| 2024 | Alaska Baby - Pubblicato: 29 novembre 2024 - Etichetta: EMI, Universal                               | 1           | - ITA: Platino                                   | - ITA: 50 000+                                    |

### Album dal vivo
| Anno | Titolo                                                                                          | Classifiche | Certificazioni | Unità          |
| Anno | Titolo                                                                                          | ITA         | Certificazioni | Unità          |
| ---- | ----------------------------------------------------------------------------------------------- | ----------- | -------------- | -------------- |
| 2006 | 1+8+24 - Pubblicato: 24 novembre 2006 - Etichetta: Warner Music Italy                           | 37          |                |                |
| 2015 | Più che logico (Live) - Pubblicato: 26 maggio 2015 - Etichetta: Trecuori, Universal             | 2           | - ITA: Platino | - ITA: 50 000+ |
| 2022 | Cremonini Live: Stadi 2022 + Imola - Pubblicato: 28 ottobre 2022 - Etichetta: Virgin, Universal | 5           |                |                |

### Raccolte
| Anno | Titolo                                                                                         | Classifiche | Certificazioni     | Unità           |
| Anno | Titolo                                                                                         | ITA         | Certificazioni     | Unità           |
| ---- | ---------------------------------------------------------------------------------------------- | ----------- | ------------------ | --------------- |
| 2010 | 1999-2010 The Greatest Hits - Pubblicato: 25 maggio 2010 - Etichetta: Warner Music Italy       | 3           | - ITA: Platino (2) | - ITA: 120 000+ |
| 2015 | Logico Project Limited Edition - Pubblicato: 27 novembre 2015 - Etichetta: Trecuori, Universal | 28          |                    |                 |
| 2019 | Cremonini 2C2C - The Best Of - Pubblicato: 29 novembre 2019 - Etichetta: Virgin, Universal     | 1           | - ITA: Platino     | - ITA: 50 000+  |

## Singoli

### Come artista principale
| Anno                                                                                               | Titolo                                     | Classifiche | Certificazioni                                   | Unità                                             | Album di provenienza               |
| Anno                                                                                               | Titolo                                     | ITA         | Certificazioni                                   | Unità                                             | Album di provenienza               |
| -------------------------------------------------------------------------------------------------- | ------------------------------------------ | ----------- | ------------------------------------------------ | ------------------------------------------------- | ---------------------------------- |
| 2002                                                                                               | Gli uomini e le donne sono uguali          | 8           |                                                  |                                                   | Bagus                              |
| 2002                                                                                               | Vieni a vedere perché                      | 3           | - ITA: Platino (dal 2009)                        | - ITA: 50 000+ (dal 2009)                         | Bagus                              |
| 2003                                                                                               | PadreMadre                                 | 21          | - ITA: Platino (dal 2009)                        | - ITA: 50 000+ (dal 2009)                         | Bagus                              |
| 2003                                                                                               | Latin Lover                                | 20          | - ITA: Platino (dal 2009)                        | - ITA: 50 000+ (dal 2009)                         | Bagus                              |
| 2003                                                                                               | Gongi-Boy                                  | 13          |                                                  |                                                   | Bagus                              |
| 2005                                                                                               | Marmellata #25                             | 11          | - ITA: - Oro (pre-FIMI) - Platino (2) (dal 2009) | - ITA: - 10 000+ (pre-FIMI) - 140 000+ (dal 2009) | Maggese                            |
| 2005                                                                                               | Maggese                                    | 41          |                                                  |                                                   | Maggese                            |
| 2006                                                                                               | Le tue parole fanno male                   | 38          |                                                  |                                                   | Maggese                            |
| 2006                                                                                               | Ancora un po'                              | 48          |                                                  |                                                   | Maggese                            |
| 2008                                                                                               | Dicono di me                               | 10          | - ITA: Platino (dal 2009)                        | - ITA: 50 000+ (dal 2009)                         | Il primo bacio sulla Luna          |
| 2008                                                                                               | Le sei e ventisei                          | —           | - ITA: Platino (dal 2009)                        | - ITA: 50 000+ (dal 2009)                         | Il primo bacio sulla Luna          |
| 2009                                                                                               | Figlio di un re                            | —           |                                                  |                                                   | Il primo bacio sulla Luna          |
| 2009                                                                                               | Il pagliaccio                              | —           |                                                  |                                                   | Il primo bacio sulla Luna          |
| 2009                                                                                               | L'altra metà                               | —           |                                                  |                                                   | Il primo bacio sulla Luna          |
| 2010                                                                                               | Mondo (feat. Jovanotti)                    | 4           | - ITA: Platino                                   | - ITA: 30 000+                                    | 1999-2010 The Greatest Hits        |
| 2010                                                                                               | Hello! (feat. Malika Ayane)                | 7           | - ITA: Oro                                       | - ITA: 15 000+                                    | 1999-2010 The Greatest Hits        |
| 2012                                                                                               | Il comico (sai che risate)                 | 13          | - ITA: Platino                                   | - ITA: 30 000+                                    | La teoria dei colori               |
| 2012                                                                                               | Una come te                                | 36          | - ITA: Platino                                   | - ITA: 100 000+                                   | La teoria dei colori               |
| 2013                                                                                               | La nuova stella di Broadway                | 9           | - ITA: Platino (4)                               | - ITA: 400 000+                                   | La teoria dei colori               |
| 2013                                                                                               | I Love You                                 | 51          | - ITA: Oro                                       | - ITA: 15 000+                                    | La teoria dei colori               |
| 2014                                                                                               | Logico #1                                  | 4           | - ITA: Platino (3)                               | - ITA: 300 000+                                   | Logico                             |
| 2014                                                                                               | GreyGoose                                  | 16          | - ITA: Platino (2)                               | - ITA: 100 000+                                   | Logico                             |
| 2015                                                                                               | Io e Anna                                  | —           | - ITA: Oro                                       | - ITA: 25 000+                                    | Logico                             |
| 2015                                                                                               | Buon viaggio (Share the Love)              | 6           | - ITA: Platino (4)                               | - ITA: 200 000+                                   | Più che logico (Live)              |
| 2015                                                                                               | Lost in the Weekend                        | 46          | - ITA: Platino                                   | - ITA: 50 000+                                    | Più che logico (Live)              |
| 2015                                                                                               | Eccolo qua il Natale - Una notte tra tante | 2           |                                                  |                                                   | /                                  |
| 2017                                                                                               | Poetica                                    | 2           | - ITA: Platino (3)                               | - ITA: 300 000+                                   | Possibili scenari                  |
| 2018                                                                                               | Nessuno vuole essere Robin                 | 37          | - ITA: Platino                                   | - ITA: 50 000+                                    | Possibili scenari                  |
| 2018                                                                                               | Kashmir-Kashmir                            | 77          | - ITA: Oro                                       | - ITA: 25 000+                                    | Possibili scenari                  |
| 2018                                                                                               | Possibili scenari                          | —           | - ITA: Oro                                       | - ITA: 25 000+                                    | Possibili scenari                  |
| 2019                                                                                               | Al telefono                                | 53          | - ITA: Oro                                       | - ITA: 35 000+                                    | Cremonini 2C2C - The Best Of       |
| 2020                                                                                               | Giovane stupida                            | —           |                                                  |                                                   | Cremonini 2C2C - The Best Of       |
| 2020                                                                                               | Ciao                                       | —           |                                                  |                                                   | Cremonini 2C2C - The Best Of       |
| 2021                                                                                               | Colibrì                                    | 94          | - ITA: Oro                                       | - ITA: 50 000+                                    | La ragazza del futuro              |
| 2022                                                                                               | La ragazza del futuro                      | 87          | - ITA: Oro                                       | - ITA: 50 000+                                    | La ragazza del futuro              |
| 2022                                                                                               | Chimica                                    | —           |                                                  |                                                   | La ragazza del futuro              |
| 2022                                                                                               | Contrabbando (con Tropico e Fabri Fibra)   | 74          |                                                  |                                                   | /                                  |
| 2022                                                                                               | Stella di mare (con Lucio Dalla)           | —           |                                                  |                                                   | Cremonini Live: Stadi 2022 + Imola |
| 2022                                                                                               | Poetica (Live) (con Elisa)                 | —           |                                                  |                                                   | /                                  |
| 2024                                                                                               | Ora che non ho più te                      | 1           | - ITA: Platino (2)                               | - ITA: 400 000+                                   | Alaska Baby                        |
| 2024                                                                                               | San Luca (feat. Luca Carboni)              | 28          |                                                  |                                                   | Alaska Baby                        |
| 2025                                                                                               | Nonostante tutto (con Elisa)               | 17          | - ITA: Oro                                       | - ITA: 100 000+                                   | Alaska Baby                        |
| "—" indica una pubblicazione che non si è classificata o che non è stata pubblicata in quel Paese. |                                            |             |                                                  |                                                   |                                    |

### Come artista ospite
| Anno                                                                                               | Titolo                                    | Classifiche | Certificazioni | Album di provenienza             |
| Anno                                                                                               | Titolo                                    | ITA         | Certificazioni | Album di provenienza             |
| -------------------------------------------------------------------------------------------------- | ----------------------------------------- | ----------- | -------------- | -------------------------------- |
| 2023                                                                                               | Fantasie (Tropico feat. Cesare Cremonini) | —           |                | Chiamami quando la magia finisce |
| "—" indica una pubblicazione che non si è classificata o che non è stata pubblicata in quel Paese. |                                           |             |                |                                  |

## Altri brani entrati in classifica
| Anno | Titolo                       | Classifiche | Certificazioni | Album di provenienza |
| Anno | Titolo                       | ITA         | Certificazioni | Album di provenienza |
| ---- | ---------------------------- | ----------- | -------------- | -------------------- |
| 2024 | Aurore boreali (feat. Elisa) | 64          |                | Alaska Baby          |
| 2024 | Ragazze facili               | 91          |                | Alaska Baby          |
| 2024 | Alaska baby                  | 93          |                | Alaska Baby          |

## Videografia

### Album video
| Anno | Titolo                                                                | Classifiche |
| Anno | Titolo                                                                | ITA         |
| ---- | --------------------------------------------------------------------- | ----------- |
| 2006 | 1+8+24 - Pubblicato: 24 novembre 2006 - Etichetta: Warner Music Italy | 37          |

### Video musicali
| Anno | Titolo                                     | Regista/i                               |
| ---- | ------------------------------------------ | --------------------------------------- |
| 2002 | Gli uomini e le donne sono uguali          | Gaetano Morbioli                        |
| 2002 | Vieni a vedere perché                      | Walter "Walls" Mameli                   |
| 2003 | PadreMadre                                 | Gaetano Morbioli                        |
| 2003 | Latin Lover                                | Gaetano Morbioli                        |
| 2003 | Gongi-Boy                                  | Gaetano Morbioli                        |
| 2005 | Marmellata #25                             | Gaetano Morbioli                        |
| 2005 | Maggese                                    | Gaetano Morbioli                        |
| 2006 | Le tue parole fanno male                   | Gaetano Morbioli                        |
| 2006 | Dev'essere così                            | Gaetano Morbioli                        |
| 2008 | Dicono di me                               | Gaetano Morbioli                        |
| 2008 | Le sei e ventisei                          | Gaetano Morbioli                        |
| 2009 | Figlio di un re                            |                                         |
| 2009 | Il pagliaccio                              |                                         |
| 2010 | Mondo (feat. Jovanotti)                    | Luca Mariani                            |
| 2010 | Hello! (feat. Malika Ayane)                | Marco De Giorgi                         |
| 2012 | Il comico (sai che risate)                 | Cesare Cremonini                        |
| 2012 | Una come te                                | Fabrizio Cestari                        |
| 2013 | La nuova stella di Broadway                | Fabrizio Cestari                        |
| 2013 | I Love You                                 | Fabrizio Cestari                        |
| 2015 | Io e Anna                                  | Edoardo Gabbriellini                    |
| 2015 | Buon viaggio (Share the Love)              | Gaetano Morbioli                        |
| 2015 | Lost in the Weekend                        | Gaetano Morbioli                        |
| 2015 | Eccolo qua il Natale - Una notte tra tante | Matteo Curti, Davide Fara               |
| 2017 | Poetica                                    | Gaetano Morbioli                        |
| 2018 | Nessuno vuole essere Robin                 | Giorgio John Squarcia, Gaetano Morbioli |
| 2018 | Kashmir-Kashmir                            | Gaetano Morbioli                        |
| 2018 | Possibili scenari                          | Gaetano Morbioli                        |
| 2019 | Al telefono                                | Giorgio John Squarcia                   |
| 2020 | Giovane stupida                            | Cesare Cremonini, Gaetano Morbioli      |
| 2020 | Ciao                                       | Paolo Gep Cucco                         |
| 2021 | Colibrì                                    | Valentino Bedini                        |
| 2022 | La ragazza del futuro                      | Valentino Bedini                        |
| 2022 | Chimica                                    | Paolo Gep Cucco                         |
| 2024 | Ora che non ho più te                      | Enea Colombi                            |
| 2024 | San Luca                                   | Ivan D'Ignoti                           |
| 2025 | Nonostante tutto                           | Enea Colombi                            |

#### Partecipazioni in video di altri artisti
| Anno | Titolo   | Artista                        | Regista/i           |
| ---- | -------- | ------------------------------ | ------------------- |
| 2009 | Domani   | Artisti Uniti per l'Abruzzo    | Ambrogio Lo Giudice |
| 2023 | Fantasie | Tropico feat. Cesare Cremonini | Attilio Cusani      |